# Temple de Serrières

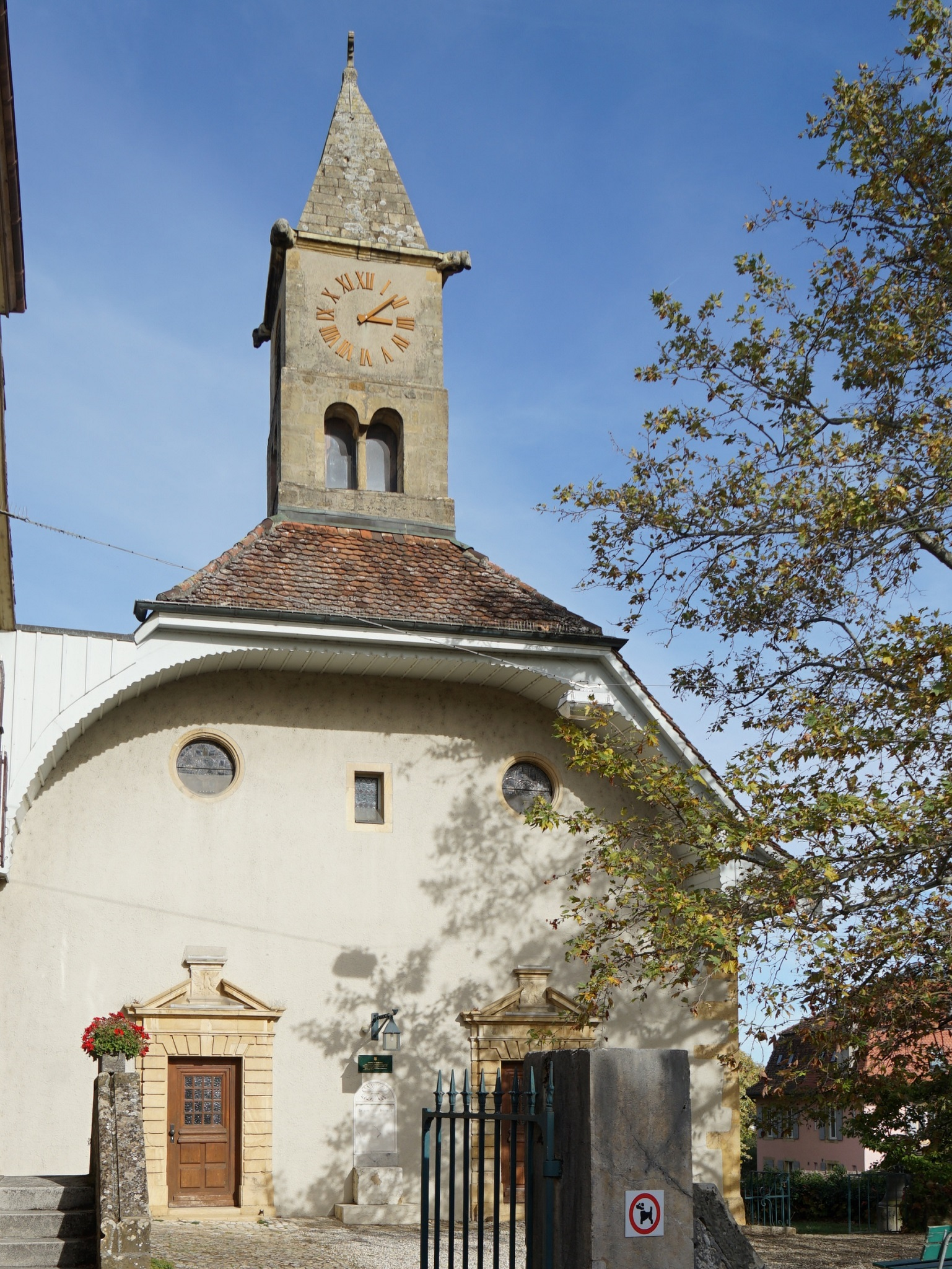
Ansicht von Westen, 2023

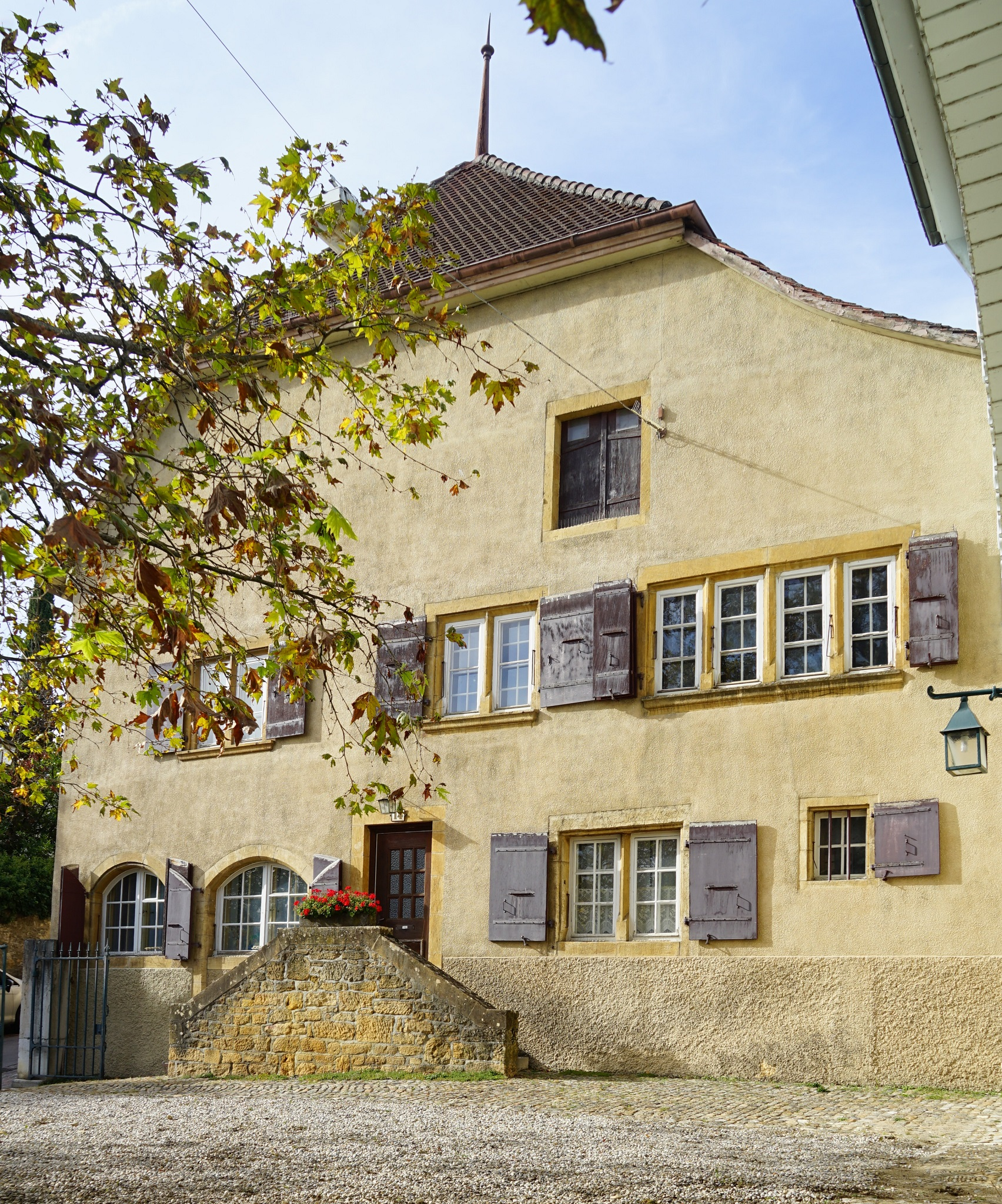
Pfarrhaus Ansicht von Süden, 2023

Die Temple de Serrières (auch Saint-Jean de Serrières; deutsch reformierte Kirche von Serrières) ist ein reformiertes Gotteshaus in der Gemeinde Neuchâtel (Neuenburg) in der Schweiz. Sie ist die älteste Kirche der Stadt und steht mit dem benachbarten Pfarrhaus unter Denkmalschutz.

## Lage
Die Kirche liegt in der Häuserzeile der Altstadt von Serrières, einem Arbeiterviertel von Neuchâtel. Sie steht auf einem Felsen westlich der Schlucht der Serrière. Hinter der Kirche erhebt sich die «moulin de la Voûte» aus der Schlucht. Am Fuss des Felsens steht ein Brunnen mit der Jahreszahl «1857».

## Geschichte
In Serrières befand sich eine gallo-römische Siedlung. Reste der Thermen liegen etwa achtzig Meter östlich, nach der Cité Suchard. Am Ort der heutigen Kirche wurde im 7. Jahrhundert ein merowingisches Mausoleum errichtet, das später durch den Anbau eines quadratischen Chors in eine Kirche umgebaut wurde. Diese wurde im 9. Jahrhundert erweitert und im 12. Jahrhundert im romanischen Stil vollständig umgebaut. Aus dieser Zeit stammen der Glockenturm und die Nordfassade.
Guillaume Farel soll in der Kirche im Dezember 1529 den protestantischen Glauben eingeführt haben. Das Bauwerk wurde 1666 durch einen Entwurf von Jonas Favre erheblich erweitert. Der Architekt liess die Apsis und die Südfassade des Kirchenschiffs abreissen. Das erweiterte Gebäude wurde doppelt so breit und erhielt seinen rechteckigen Grundriss. Bis zum Bau des Temple du Bas 1696 waren die Kirche in Serrières und die Stiftskirche die einzigen Pfarrkirchen der Stadt. Ende des 19. Jahrhunderts wurden zahlreiche Verbesserungen im Innenraum vorgenommen. Die Empore wurde vergrössert und die Treppe erneuert. Die Familie Russ-Suchard stiftete 1891 mehrere Buntglasfenster, der Glasmaler Clement Heaton 1903 ein weiteres. Eine weitere Umgestaltung des Inneren erfolgte 1946. Paulo Röthlisberger (1892–1990) erstellte ein Basrelief des guten Hirten.

## Beschreibung

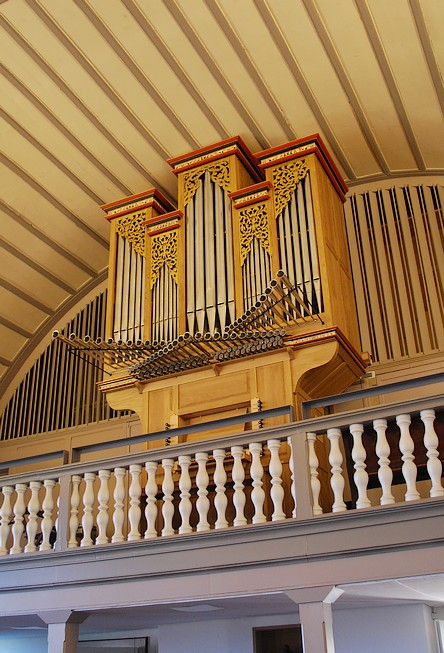
Orgel, 2014

Das Gebäude ist ein weisser Putzbau und mit gelben Steinmetzarbeiten gegliedert. Die Westfassade zeigt zwei Eingangstüren und über ihnen zwei kleine Oculi. Eine Gedenktafel erinnert zwischen den Eingängen an den Dezember 1529. Das Krüppelwalmdach hat eine Ründe. Der Glockenturm sitzt als Dachreiter auf dem First. Die Turmuhr zeigt nach Westen. Die vier Wasserspeier sind als Tiere ausgebildet. Die spitze Haube des Turms ist gemauert und trägt ein Kreuz.
Die Südfassade zeigt vier Fensterachsen mit Rundbögen. Die dritte Achse ist ein weiterer Zugang mit verkürztem Fenster. Eine Gedenktafel erinnert an den Pfarrer J. F. Petitpierre (1774–1819). Auf der Rasenfläche ist eine Glocke aus dem 15. Jahrhundert ausgestellt, die vermutlich 1935 ihren ausgeprägten Riss erhalten hat. Das Reste merowingischer Gräber sind in der Krypta erhalten.
Das Pfarrhaus ist an die Nordwestecke der Kirche angebaut und wurde im Laufe der Jahrhunderte mehrfach restauriert. Es trägt ebenfalls ein Krüppelwalmdach. Je zwei Fenster im Obergeschoss sind paarweise gekoppelt, ein weiteres ist ein vierteiliges Reihenfenster. Das Fenster darunter ist ebenfalls paarweise gekoppelt. Die Fenster im Erdgeschoss links neben der Eingangstür haben Stichbögen. An der strassenseitigen Westfassade zweigt das Haus vier einfache Fenster im Obergeschoss. Alle Fenster haben Läden. Kirche und Pfarrhaus bilden einen Innenhof, der von einem grossen Baum beschattet wird.
Die Kirche, das älteste bestehende christliche Gotteshaus der Stadt, ist Eigentum der Gemeinde Neuenburg, die auch für Instandhaltung und Reparatur verantwortlich ist. Nutzerin der Gebäude ist die Église réformée évangélique du canton de Neuchâtel (EREN, Evangelisch-reformierte Kirche des Kantons Neuenburg). Die Kirche und das Pfarrhaus sind als Kulturgut von regionaler Bedeutung (B-Objekt, KGS-Nummer 04104) in die Denkmalliste des Kantons eingetragen.

## Belege und Anmerkung
1. 1 2 3 4 5 6  eren.ch: Le Temple de Serrières. (französisch, abgerufen am 30. Oktober 2023)
2. ↑  Der Betonsockel der Glocke trägt die Jahreszahlen «14.0» und «1935».

Koordinaten: 46° 58′ 55,3″ N, 6° 54′ 15,1″ O; CH1903: 559339 / 203580